# Hyperlais squamosa
Hyperlais squamosa is een vlinder uit de familie grasmotten (Crambidae). De wetenschappelijke naam van deze soort is voor het eerst gepubliceerd in 1913 door George Francis Hampson.
De soort komt voor in Namibië en Zuid-Afrika.